# Setra S 416 H
De Setra S 416 H is een autobus voor interstedelijk vervoer, dat zowel geschikt is voor openbaar vervoer als voor tourvervoer. Dit bustype is geproduceerd door de Duitse busfabrikant Setra. De H in de benaming staat voor Hochboden-Überlandbus, wat weer hogevloer streekbus betekent. De bus heeft geen verlaagde vloer, waardoor er treden nodig zijn en mindervalide mensen moeilijker de bus in kunnen, maar in tegenstelling tot de UL-versie heeft de H-versie een iets hogere vloer. Dit type model heeft twee uitvoeringen, de uitvoering met een front voor openbaar vervoer en de uitvoering met een front voor toerisme (GT-versie).

## Verwante bustypen

### Hoge vloer
- Setra S 415 H - 13 meteruitvoering (2 assen)
- Setra S 412 UL - 11 meteruitvoering (2 assen)
- Setra S 415 UL - 12 meteruitvoering (2 assen)
- Setra S 416 UL - 13 meteruitvoering (2 assen)
- Setra S 417 UL - 14 meteruitvoering (3 assen)
- Setra S 419 UL - 15 meteruitvoering (3 assen)

### Lage vloer
- Setra S 415 LE - 12 meteruitvoering (2 assen)
- Setra S 415 NF - 12 meteruitvoering (2 assen)
- Setra S 416 LE - 13 meteruitvoering (2 assen)
- Setra S 416 NF - 13 meteruitvoering (2 assen)
- Setra S 418 LE - 15 meteruitvoering (3 assen)